# Ametralladora Gast
La Gast fue una ametralladora alemana de dos cañones desarrollada por Karl Gast, empleado de la Vorwerk und Companie de Barmen y empleada durante la Primera Guerra Mundial. Su singular sistema de accionamiento producía una muy alta cadencia de 1600 disparos por minuto. El mismo principio fue posteriormente empleado como base para la ampliamente utilizada serie de cañones automáticos rusos Gryazev-Shipunov GSh-23L. 

## Descripción
Esta ametralladora combinaba dos cañones en un solo cajón de mecanismos, por lo que el retroceso generado por el disparo en un cañón carga y dispara al segundo. El arma era alimentada desde dos tambores cilíndricos montados verticalmente, uno a cada lado. Los tambores contienen 180 cartuchos 7,92 x 57, que ingresan a la recámara gracias a un resorte comprimido. Un tirador experimentado podía cambiar los tambores de munición en pocos segundos. Podía disparar en modo semiautomático si un lado de su mecanismo tenía algún problema.
La relativa ligereza de la ametralladora, unos 27 kg descargada, condujo a su empleo en aviones; se le montó una mira telescópica entre sus dos cañones. Su sencillo diseño facilitaba el mantenimiento y le permitía ser desmontada en un minuto.  

## Historia
Karl Gast inventó su ametralladora en enero de 1915, que sería conocida como la Gast-Maschinengewehr Modell 1917, mientras trabajada para la compañía Vorwerk; la primera arma fue producida en enero de 1916. Gast obtuvo las patentes el 21 de enero de 1916 y el 13 de febrero de 1917, describiendo a su arma como "una ametralladora de dos cañones que retroceden". Durante las pruebas se alcanzaron cadencias de 1.600 disparos/minuto.
En agosto de 1917, Gast dejó impresionados a los expertos en armamento con una demostración de su ametralladora; en consecuencia se realizó un pedido de 3000 unidades con sus piezas de repuesto y 10 tambores para cada una a la Vorwerk und Companie, con un precio de 6800 marcos cada una. Se prometió el suministro de las primeras cien para el 1 de junio de 1918, con un incremento de la producción a 500 por mes para septiembre de 1918. La producción del arma excedió estas proyecciones iniciales y las armas fueron recibidas favorablemente con promesas de una orden para 6000 ametralladoras más en septiembre de 1918.
También se estaba desarrollando una versión de 13 mm (13 x 92 TuF), la Gast-Flieger MG; empleaba el mismo cartucho que la Maxim MG TuF y era alimentada mediante dos cargadores curvos.
Esta ametralladora fue escasamente empleada en combate, manteniéndose en secreto su existencia hasta tres años después del Armisticio; en 1921, la Comisión Aliada de Control finalmente estuvo al tanto de la existencia de la ametralladora Gast cuando se descubrió cerca de Königsberg un escondite con 25 ejemplares, municiones y diseños. El propio Gast había solicitado una Patente de los Estados Unidos en 1920, que fue emitida en 1923. Una ametralladora Gast fue evaluada por el Ejército de los Estados Unidos y se halló que era fiable y mecánicamente práctica. Sin embargo, no se creyó que ofreciera una ventaja suficiente sobre las ametralladoras existentes para justificar el gasto de producirla.
Años después el concepto de Gast fue redescubierto por ingenieros soviéticos durante sus incesantes búsquedas por mejorar las cadencias de sus cañones automáticos aéreos sin recurrir al concepto del cañón rotativo o al cañón revólver accionado externamente. Los intentos previos tenían cadencias relativamente bajas o empleaban tambores accionados por gas, no siendo ninguno de ellos totalmente satisfactorios. El concepto de Gast fue adoptado para el Gryazev-Shipunov GSh-23L, que rápidamente reemplazó a varios diseños anteriores. También fue empleado en una versión de 30 mm.